# Nagycsepely
Nagycsepely è un comune ungherese di 399 abitanti (dati 2001) situata nella contea di Somogy, nell'Ungheria centro-occidentale.